# Paraliomera macandreae
Paraliomera macandreae is een krabbensoort uit de familie van de Xanthidae. De wetenschappelijke naam van de soort is voor het eerst geldig gepubliceerd in 1881 door Miers.